# Tachina trigonophora
Tachina trigonophora là một loài ruồi trong họ Tachinidae.